# Eparchia di Joubbé, Sarba e Jounieh

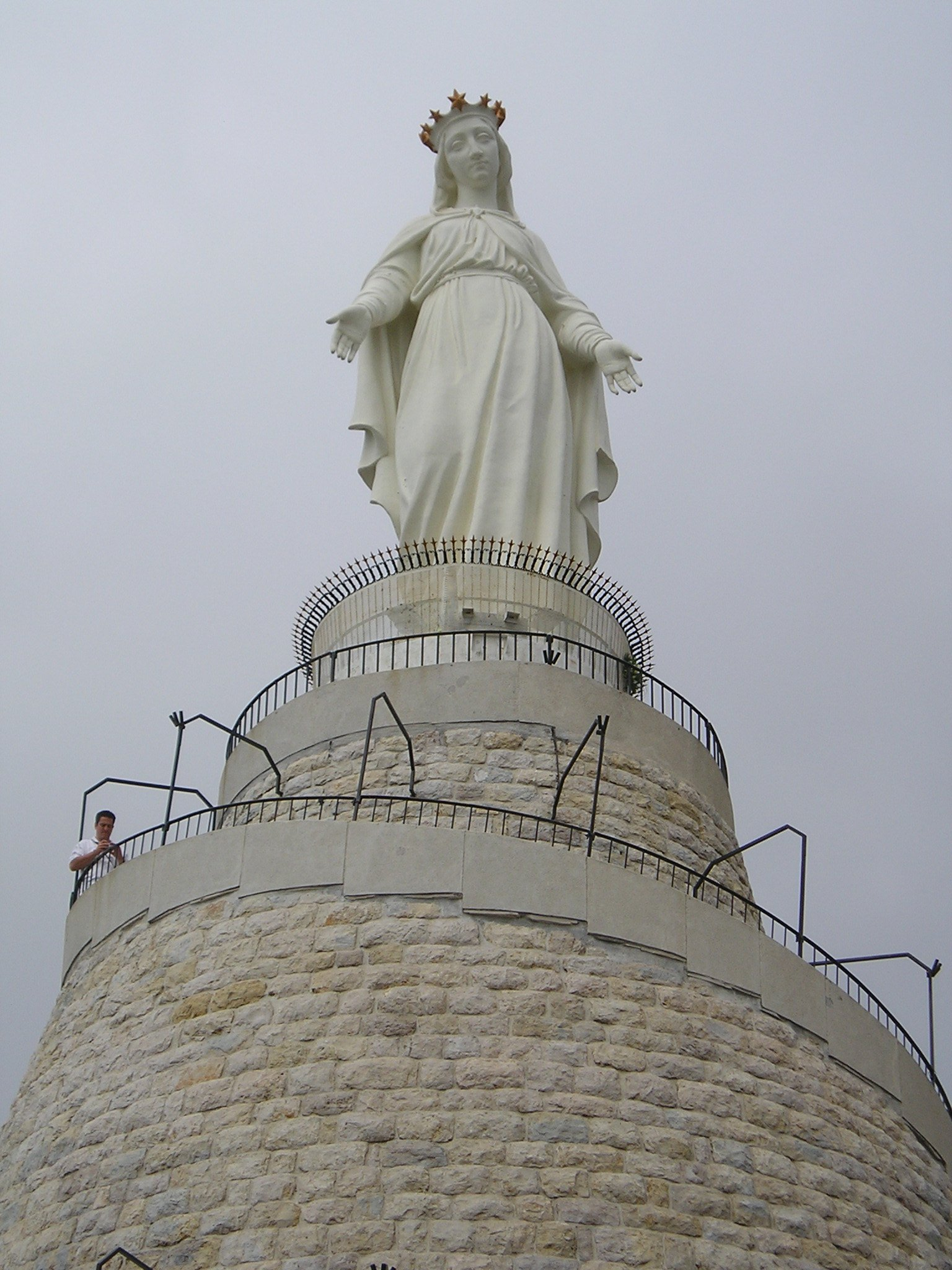
Statua del santuario di Nostra Signora del Libano a Harissa presso Jounieh.

L'eparchia di Joubbé, Sarba e Jounieh (in latino Eparchia Ioubbensis, Sarbensis et Iuniensis Maronitarum) è una sede della Chiesa maronita in Libano, sede propria del patriarca di Antiochia dei Maroniti. Nel 2023 contava 459.708 battezzati. È retta dal patriarca cardinale Béchara Boutros Raï, O.M.M.

## Territorio
L'eparchia estende la sua giurisdizione sui fedeli maroniti residenti nel governatorato di Kisrawān-Jubayl e in quello del Libano del Nord, principalmente nei distretti di Kisrawan, Bsharre, Minieh e Dinnieh, e Zgharta. Il territorio dell'eparchia di Joubbé non è contiguo con quello delle altre due eparchie.
Il patriarca di Antiochia dei Maroniti, che è l'ordinario dell'eparchia, risiede a Bkerké, nel distretto di Kisrawan. Ogni eparchia ha una propria cattedrale: a Dimane e a Jounieh si trovano le cattedrali dedicate a Nostra Signora, rispettivamente dell'eparchia di Joubbé e dell'eparchia di Jounieh; a Sarba si trova la cattedrale di San Giorgio.
Il territorio è suddiviso in 152 parrocchie.

## Storia
L'eparchia di Sarba fu eretta l'11 dicembre 1959 con la bolla Orientalis Ecclesiae di papa Giovanni XXIII, ricavandone il territorio dall'eparchia di Damasco (oggi arcieparchia).
L'eparchia di Jounieh fu eretta dal Santo Sinodo della Chiesa maronita il 4 agosto 1977 ricavandone il territorio dall'eparchia di Baalbek. L'eparchia comprende la maggior parte del Kisrawan e nel suo territorio,  a Harissa, si trova il santuario di Nostra Signora del Libano.
L'eparchia di Joubbé fu eretta il 2 maggio 1986. Si trova nel nord del Libano e la cattedrale è a Dimane, dove si trova anche la sede estiva dei patriarchi maroniti.
Il 9 giugno 1990 le eparchie di Joubbé e Sarba furono unite a quella di Batrun, sede propria del patriarca di Antiochia dei Maroniti.
Il 5 giugno 1999 alle eparchie di Joubbé e Sarba fu unita l'eparchia di Jounieh, mentre la sede di Batrun ritornò ad essere circoscrizione ecclesiastica autonoma. Da allora Joubbé, Sarba e Jounieh sono la sede propria del patriarca, che governa le tre diocesi tramite tre vicari.

## Cronotassi dei vescovi
Si omettono i periodi di sede vacante non superiori ai 2 anni o non storicamente accertati.

### Vescovi di Sarba
- Michael Doumith † (11 dicembre 1959 - 25 febbraio 1989 deceduto)

### Vescovi di Jounieh
- Chucrallah Harb † (4 agosto 1977 - 5 giugno 1999 ritirato)

### Vescovi di Joubbé
- Nasrallah Pierre Sfeir † (2 maggio 1986 - 9 giugno 1990)

### Vescovi di Batrun, Joubbé e Sarba
- Nasrallah Pierre Sfeir † (9 giugno 1990 - 5 giugno 1999)

### Vescovi di Joubbé, Sarba e Jounieh
- Nasrallah Pierre Sfeir † (5 giugno 1999 - 26 febbraio 2011 dimesso)
- Béchara Boutros Raï, O.M.M., dal 15 marzo 2011

## Statistiche
L'eparchia nel 2023 contava 459.708 battezzati.
| anno | popolazione | popolazione | popolazione | presbiteri | presbiteri | presbiteri | presbiteri                | diaconi | religiosi | religiosi | parrocchie |
| anno | battezzati  | totale      | %           | numero     | secolari   | regolari   | battezzati per presbitero | diaconi | uomini    | donne     | parrocchie |
| ---- | ----------- | ----------- | ----------- | ---------- | ---------- | ---------- | ------------------------- | ------- | --------- | --------- | ---------- |
| 1999 | 492.989     | ?           | ?           | 272        | 168        | 104        | 1.812                     |         | 238       | 283       | 200        |
| 2000 | 419.980     | ?           | ?           | 191        | 131        | 60         | 2.198                     |         | 193       | 231       | 142        |
| 2001 | 357.954     | ?           | ?           | 191        | 131        | 60         | 1.874                     |         | 209       | 141       | 138        |
| 2002 | 353.500     | ?           | ?           | 189        | 139        | 50         | 1.870                     |         | 171       | 162       | 139        |
| 2003 | 354.690     | ?           | ?           | 191        | 139        | 52         | 1.857                     |         | 187       | 163       | 139        |
| 2004 | 375.875     | ?           | ?           | 196        | 144        | 52         | 1.917                     |         | 175       | 172       | 140        |
| 2006 | 359.200     | ?           | ?           | 193        | 141        | 52         | 1.861                     | 2       | 180       | 173       | 140        |
| 2009 | 385.258     | ?           | ?           | 231        | 151        | 80         | 1.667                     | 9       | 177       | 80        | 150        |
| 2013 | 396.250     | ?           | ?           | 227        | 137        | 90         | 1.745                     | 19      | 143       | 77        | 149        |
| 2016 | 420.594     | ?           | ?           | 211        | 145        | 66         | 1.993                     | 21      | 92        | 77        | 125        |
| 2019 | 423.000     | ?           | ?           | 213        | 148        | 65         | 1.985                     | 24      | 105       | 75        | 150        |
| 2021 | 520.225     | ?           | ?           | 225        | 159        | 66         | 2.312                     | 23      | 105       | 77        | 154        |
| 2023 | 459.708     | ?           | ?           | 291        | 172        | 119        | 1.579                     | 21      | 158       | 88        | 152        |